# 이남기 (1943년)
이남기(李南基, 1943년 8월 7일 ~ )는 대한민국의 공무원이다.
본관은 고부이며 전라북도 김제 출생이다.

## 학력
- 1960 : 김제고등학교 졸업
- 1970.02 : 고려대학교 법과대학 법학과 학사
- 1973.02 : 서울대학교 행정대학원 행정학 석사
- 1986.08 : 동국대학교 대학원 법학박사

### 명예 박사 학위
- 2001.04 : 금오공과대학교 명예 공학박사
- 2002.09 : 루마니아 국립 경제대학교(A.S.E) 명예 경제학 박사

## 경력
- 1969.10 : 제7회 행정고등고시 합격
- 1970.02 ~ 1977.12 : 경제기획원 중동경제협력관실 사무관
- 1978.03 ~ 1981.02 : 주태국 대한민국 대사관 경제협력관(과장)겸 ESCAP 한국상임대표
- 1981.03 ~ 1987.12 : 경제기획원 공정거래총괄과장
- 주제네바 대한민국 대표부 경제협력관 (국장)
- 1988.03 ~ 1990.08 : GATT / UR 협상 상임수석 대표
- 1990.09 ~ 1991.03 : 경제기획원 공정거래위원회 심판행정관
- 1991.04 ~ 1991.09 : 경제기획원 공정거래위원회 독점관리국장
- 1991.10 ~ 1993.06 : 경제기획원 심사평가국장
- 1993.07 ~ 1998.07 : 경제기획원 공정거래실 상임위원 (1급)
- 1998.08 ~ 2000.07 : 공정거래위원회 부위원장 (차관급)
- 2000.08 ~ 2003.03 : 공정거래위원회 위원장 (장관급)
- 2001.01 ~ 2002.12 : 한국경영법률학회 회장
- 2004.08 ~ 2006.06 : 2007년 세계물류 EXPO 조직위원회 위원장
- 2010.02 ~ : (사)한국경영․기술지도사회 회장
- 중국 연변 조선족자치정부 경제협력대사
- 원광대학교 석좌교수
- 중국 연변 자치정부 경제협력 대사
- 사)한국 컨설턴트협회(지도사회) 회장

## 저서
- 《공정거래법 해설과 심결예》 (학연사)(1983. 3. 25 : 초판 / 1984. 3. 1 : 개정판)
- 《하도급거래 상론》 (학연사 / 공저 / 1983. 11. 30)
- 《기업결합론》 (학연사 / 1986. 10. 5)
- 《국제계약법》 (학연사 / 1987. 2. 25)
- 《회사법》 (경진사 / 공저 / 1989. 2. 25 / 1992. 1. 15 : 개정판)
- 《신 공정거래법》 (학연사 / 1993. 2. 25 )
- 《시장의 국제화와 산업조직》 (번역 : 범신사 / 1987. 9. 15)
- 《경제법》 (학연사 / 1996. 6. 10)
- 《경제법 객관식 문제집》 (박영사 / 공저 / 1996. 11. 20)
- 《경제법》 (박영사 / 1998. 9. 10)
- 《경제법 개정판》 (박영사 / 1999. 8. 10) 2차 개정판 (박영사 / 2000. 6. 20) 3차 개정판 (박영사 / 2001. 9. 20)
- 《시장과 더불어 경쟁과 더불어》 "기고문집" (문중인쇄 / 2001. 8)
- 《Toward A Mature Market Economy》 "연설문집" (문중인쇄/2002.01)
- 《여러분 덕분입니다》 (자서전) 2007년
- 《"여로비담" 세계여행 숨은 이야기》 2011년

## 수상
- 1972.11 : 수출유공 대통령 표창
- 1975.08 : 모범공무원 대통령 표장
- 1981.02 : Honor Certificate (태국 국립탐마삿트대학 총장)
- 1983 : 태국 최고훈장 백상 (White Elephant) 훈장 (태국국왕)
- 1986 : 녹조근정훈장
- 1997 : 황조근정훈장

## 역대 선거 결과
| 실시년도 | 선거   | 대수 | 직책     | 선거구             | 정당   | 득표수   | 득표율          | 순위 | 당락 | 비고 |
| -------- | ------ | ---- | -------- | ------------------ | ------ | -------- | --------------- | ---- | ---- | ---- |
| 2012년   | 총선   | 19대 | 국회의원 | 전북 김제시·완주군 | 무소속 | 28,009표 | \| \| 36.86% \| | 2위  | 낙선 |      |
|          | 36.86% |      |          |                    |        |          |                 |      |      |      |

| 전임 이강우 (직무대행) | 공정거래위원회 부위원장 직무대행 1994년 8월 16일 ~ 1994년 12월 29일 | 후임 전윤철 (직무대행) |

| 전임 이강우 | 제4대 공정거래위원회 부위원장 1998년 8월 4일 ~ 2000년 8월 6일 | 후임 김병일 |

| 전임 전윤철 | 제11대 공정거래위원회 위원장 2000년 8월 6일 ~ 2003년 3월 6일 | 후임 강철규 |